# NBA Hustle Award
De NBA Hustle Award is een jaarlijkse basketbalprijs die elk jaar uitgereikt wordt in de National Basketball Association aan de speler die het best husselt om zijn ploeg elke avond te laten winnen. De prijs wordt bepaald aan de hand van een metriek die bekend staat als "hustle stats", die de verdedigende en aanvallende inspanningen bijhoudt, zoals duiken voor losse ballen, charges nemen, deflecties, schermen opzetten en schoten betwisten.

## Winnaars
| Jaar    | Speler           | Positie | Ploeg                 |
| ------- | ---------------- | ------- | --------------------- |
| 2016/17 | Patrick Beverley | Guard   | Houston Rockets       |
| 2017/18 | Amir Johnson     | Center  | Philadelphia 76ers    |
| 2018/19 | Marcus Smart     | Guard   | Boston Celtics        |
| 2019/20 | Montrezl Harrell | Center  | Los Angeles Clippers  |
| 2020/21 | Thaddeus Young   | Forward | Chicago Bulls         |
| 2021/22 | Marcus Smart     | Guard   | Boston Celtics        |
| 2022/23 | Marcus Smart     | Guard   | Boston Celtics        |
| 2023/24 | Alex Caruso      | Guard   | Chicago Bulls         |
| 2024/25 | Draymond Green   | Forward | Golden State Warriors |

## Meervoudige winnaars
| Aantal | Speler       | Club           | Jaar             |
| ------ | ------------ | -------------- | ---------------- |
| 3      | Marcus Smart | Boston Celtics | 2019, 2022, 2023 |

## Winnaars per club
| Aantal | Club                  | Jaar             |
| ------ | --------------------- | ---------------- |
| 3      | Boston Celtics        | 2019, 2022, 2023 |
| 2      | Chicago Bulls         | 2021, 2024       |
| 1      | Houston Rockets       | 2017             |
| 1      | Philadelphia 76ers    | 2018             |
| 1      | Los Angeles Clippers  | 2020             |
| 1      | Golden State Warriors | 2025             |